# Gars am Inn
Gars am Inn (eller: Gars a.Inn) er en købstad (markt) i Landkreis Mühldorf am Inn i den østlige del af regierungsbezirk Oberbayern i den tyske delstat Bayern. Den er hjemsted for Verwaltungsgemeinschaft Gars am Inn.

## Geografi
Gars am Inn ligger i region Sydøstoberbayern i Bayerisches Alpenvorland i flodalen til Inn omkring 13 km sydvest for Waldkraiburg, 19 km nord for Wasserburg, 8 km øst for Haag, 58 km øst for München og 26 km fra landkresien hovedby Mühldorf. Gars am Inn har en station på jernbanen Rosenheim-Mühldorf, som drives af SüdostBayernBahn.
Ud over Gars am Inn, ligger i kommunen landsbyerne Au am Inn, Klostergars, Lengmoos og Mittergars.

### Nabokommuner
- Haag
- Reichertsheim
- Aschau am Inn
- Jettenbach
- Unterreit

## Historie
Kloster Gars blev grundlagt i 768 under navnet Cella Garoz.
Gars am Inn hørte under Ærkestiftet Salzburg og havde allerede i det 12. århundrede købstadsrettigheder. en nuværende kommune blev dannet i 1818.